# Euoniticellus wittei
Euoniticellus wittei är en skalbaggsart som beskrevs av Emile Janssens 1939. Euoniticellus wittei ingår i släktet Euoniticellus och familjen bladhorningar. Inga underarter finns listade i Catalogue of Life.